# フォーミュラ2 (ラリー)

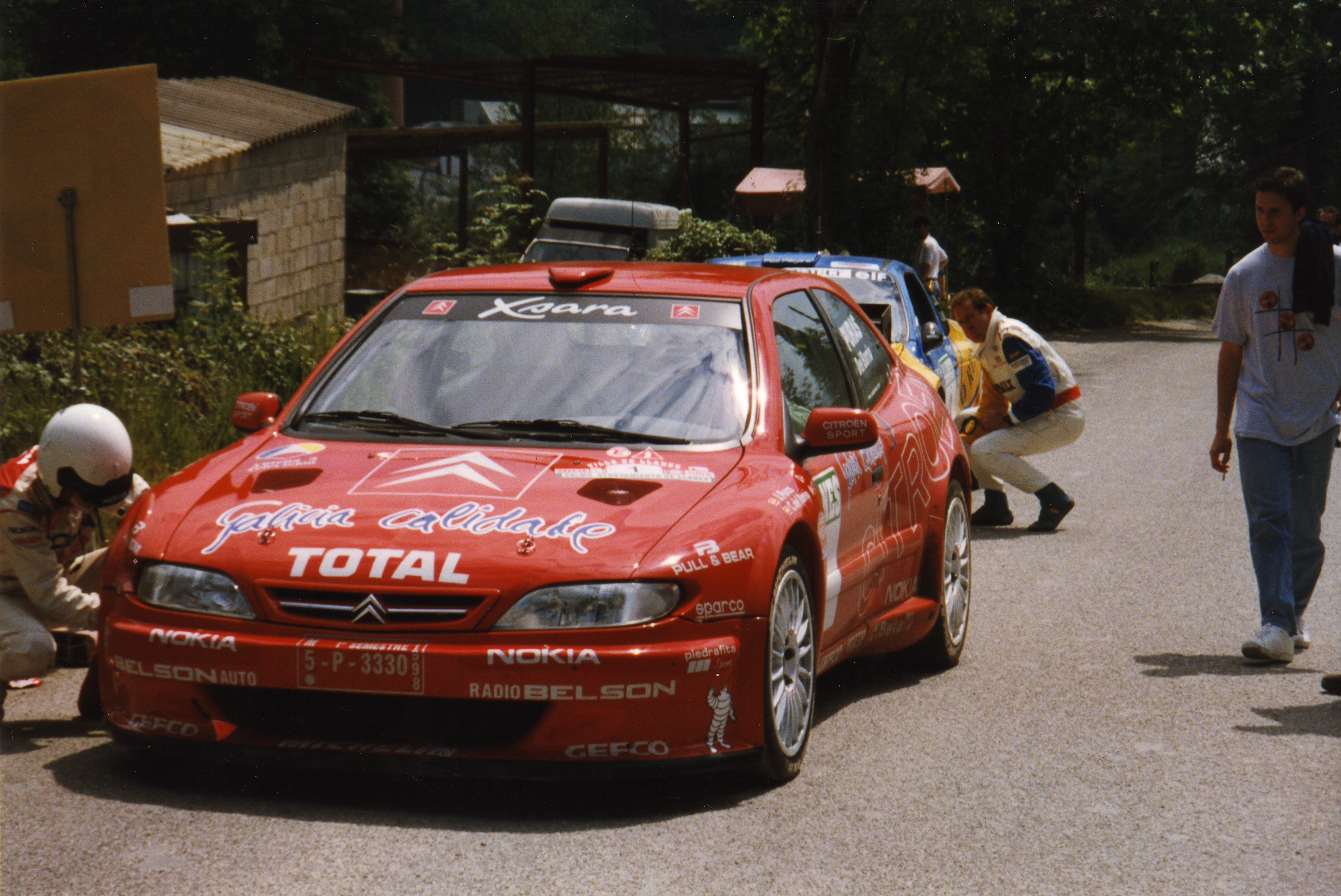
シトロエン・クサラ キットカー

フォーミュラ2（Formula 2、F2）は、1993年～2000年前後まで使用された、FIAの定めるラリーカー規定の一つ。
便宜上、同規定を用いたFIAの選手権（"W2L"）や『F2キットカー』（F2 kit car）についても本記事で扱う。

## 概要
1993年施行。各国内ラリー選手権や、世界ラリー選手権（WRC）併催の2リッターカップ（正式名称は「FIAカップ・フォー・マニュファクチャラーズ・オブ・ツーリングカー」）の車両規定として誕生。最大
2.0リッターの自然吸気エンジンを搭載する二輪駆動のグループA車が対象であった。2,000ccまでのクラスと、1600ccまでのクラスの2つに分けられ、前者はグループA7、後者はグループA6に分類された。2リッターカップは1994年にワールドカップに格上げされた。

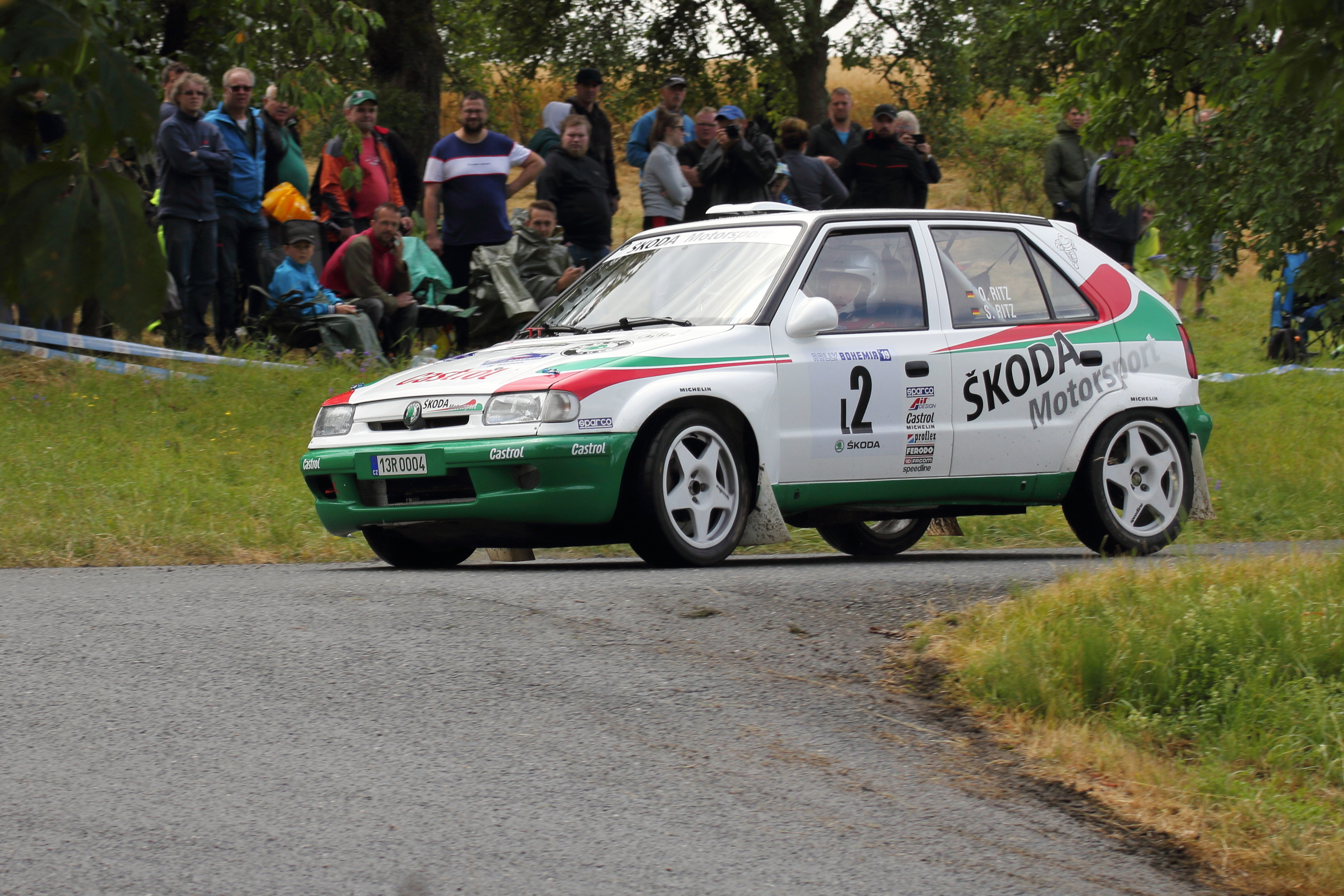
シュコダ・フェリシア キットカー

1995年にフランスラリー選手権を戦うマニュファクチャラーたちの「4WDターボ車両が市販車になくても総合優勝を狙えるようにして欲しい」という要望から、より改造範囲を広げた『F2キットカー』が導入された。これに合わせてワールドカップも、『WRC・フォー・2リッター（2.0 litter WRC）』として世界選手権に格上げされた（1997年に再び格下げ）。F2キットカーを名乗るには、50セット以上の改造用キットパーツを適正な価格で生産・販売するのが必須条件となる。このキットパーツのホモロゲーションは年にかけて1度のみ取得ができる。F2キットカーのベースはグループAとは異なり直接25,000台生産されたモデルをベースとする必要があり、外観の基本形状は変更できないが、オーバーフェンダー（材質は自由）による左右70mm（計140mm）分のボディのワイド化やリアウィングの装着が可能。その自由度の高さは、グループBの後継になるはずだったグループSを連想させるものであったという。またエンジンについてはグループAと同じで、25,000台のシリーズ生産のうち直接は2,500台生産されたものをベースに、最大排気量2.0Lの制限の中でボアストローク比を変更できる。さらに給排気マニホールドや燃料噴射システム、クランクシャフト、コンロッドの改造やチタンの使用など、グループAで禁止されている改造も可能であった。

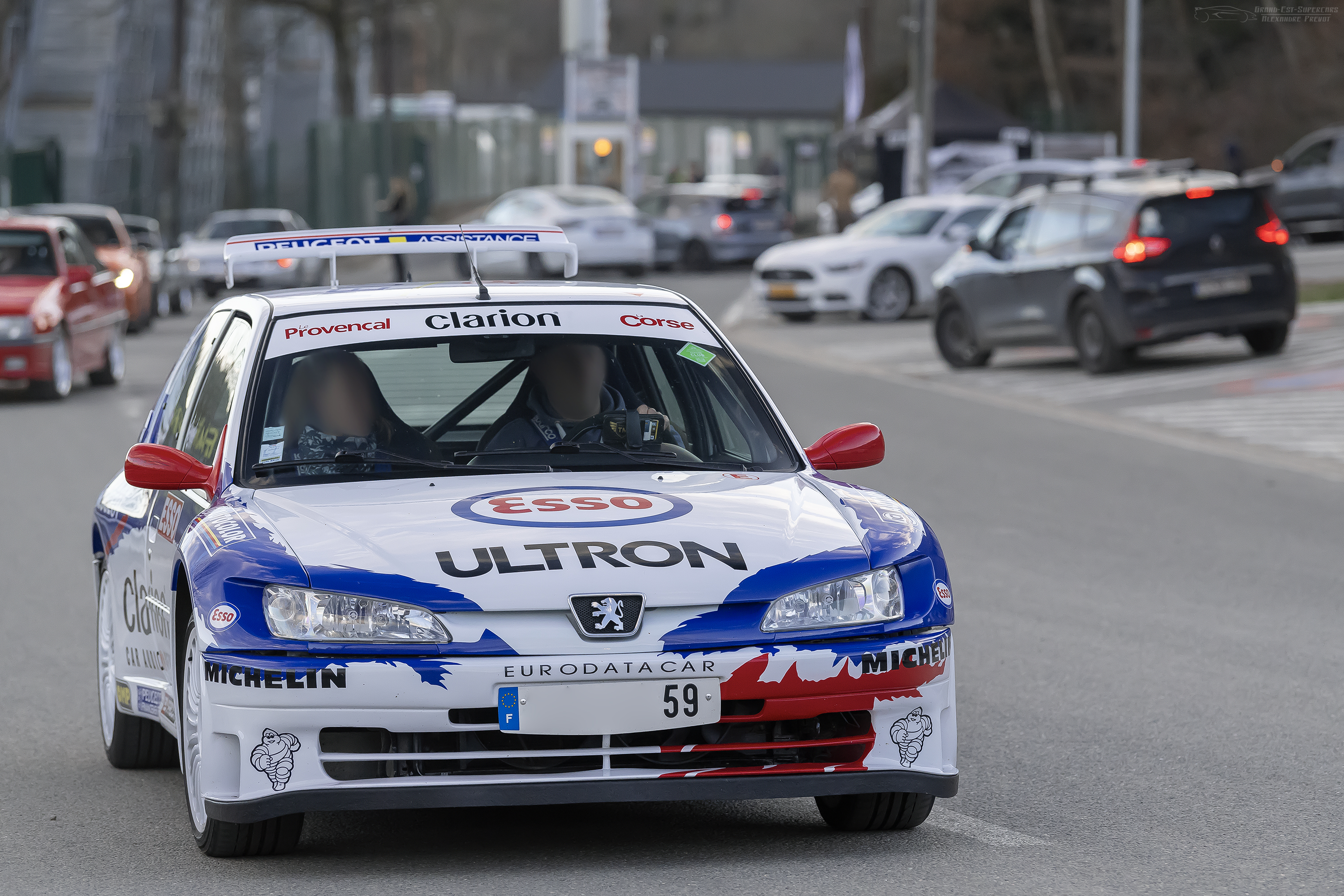
プジョー・306 Maxi キットカー

時が進むにつれ、F2キットカーはWRカーに匹敵する高度な電子制御技術によるディファレンシャルギアやトラクションコントロール、エンジンの後方傾斜配置、1840mmというWRカーよりも70mmもワイドなボディとワイドタイヤ、さらに300kg近く軽い車重など様々な武器を駆使し、四輪駆動ターボのWRカー勢をターマックで凌駕するパフォーマンスを発揮。1998年にはツール・ド・コルスでデルクールとジル・パニッツィの306 Maxi勢が2位-4位を獲得した。1999年にはシトロエンがターマックに特化したクサラを投入し、フィリップ・ブガルスキーのドライブにより2戦連続（ラリー・カタルーニャ、ツール・ド・コルス）でWRカーを破って総合優勝するまでに至った。
こうした事態にさすがにWRカーのマニュファクチャラーやドライバーたちの不満の声があり、2000年に最低重量が960kgから1,000kgに引き上げられ、38mm径リストリクターも装着されることになった。既にシトロエンやヒュンダイなどはWRカー転向を決めており、さらにキットカー自体が衰退していたこともあって、1999年12月末時点で2リッターカップへのエントリーは無く、シリーズは消滅。その後は各国内ラリー選手権で生きながらえるものの、二輪駆動車のカテゴリは1,600ccクラスから派生した、低コストなスーパー1600へと置き換えられていった。

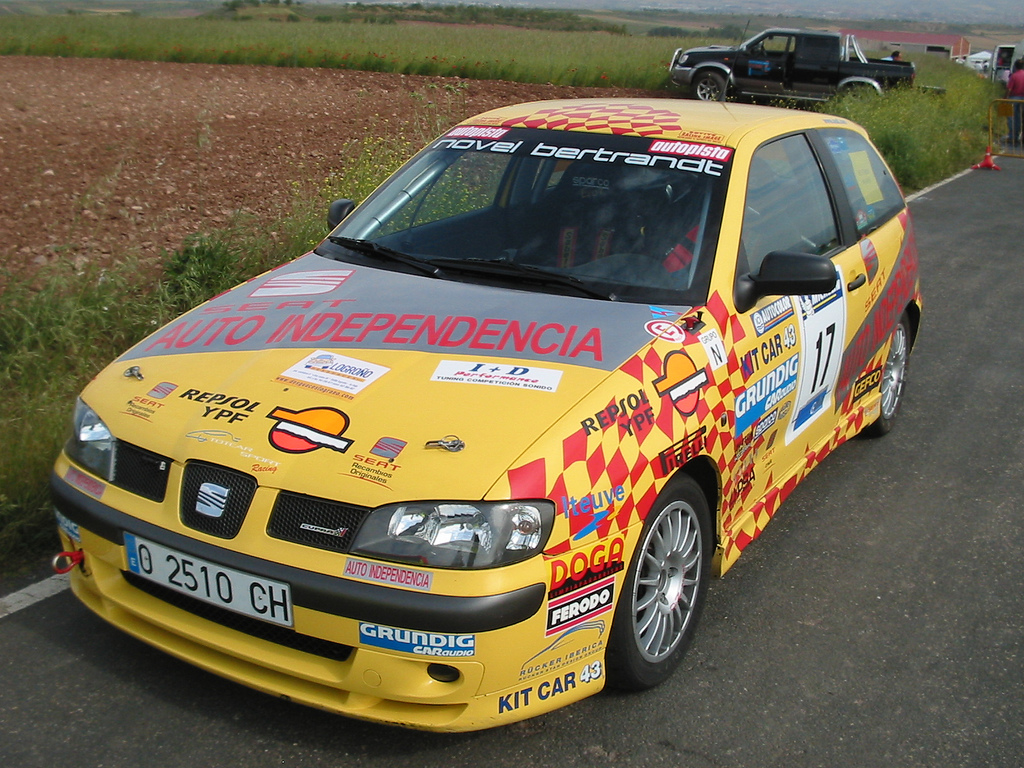
セアト・イビサ キットカー

しかしF2キットカーは結果的にプジョー、シトロエン、シュコダ、セアト、ヒュンダイといったメーカーたちをWRカーの世界に誘うという大役を果たした。特にプジョーとシトロエンは、この規定で培った電子制御技術や前輪駆動ラリーカーの知見により、WRCで大輪を咲かせることになる。加えて一度はFRが主流となった二輪駆動ラリーカーを再びFFへ引き戻すきっかけにもなった。
またリストリクター装着義務がなく、10,000回転前後で300馬力前後を発生する自然吸気エンジンの甲高いサウンドは評価が高く、コリン・マクレーは「あれこそレーシングマシンの音だ」と感嘆していたという。
日本のメーカーとしては、スズキの田嶋伸博はスズキスポーツとしてカルタスクレセントワゴンやバレーノのF2キットカーを開発し、アジアパシフィックラリー選手権（APRC）の二輪駆動部門を制覇している。また1992年にWRCから撤退した日産の欧州法人（NME、ニッサン・モーター・ヨーロッパ）は1993年のF2規定初年度から参入し、W2Lやヨーロッパラリー選手権、イギリスラリー選手権において精力的に活動を続け、英国では1995年にアリスター・マクレー、1997年にマーク・ヒギンズがチャンピオンを獲得している。後にWRCを三菱で4連覇するトミ・マキネンも、日産のF2マシンで下積み時代を過ごした。この他トヨタ・カローラレビン、ホンダ・シビック、ダイハツ・シャレード、スズキ・スイフトなどを用いた各地のプライベーターによる参戦も散見された。

## 参戦車両

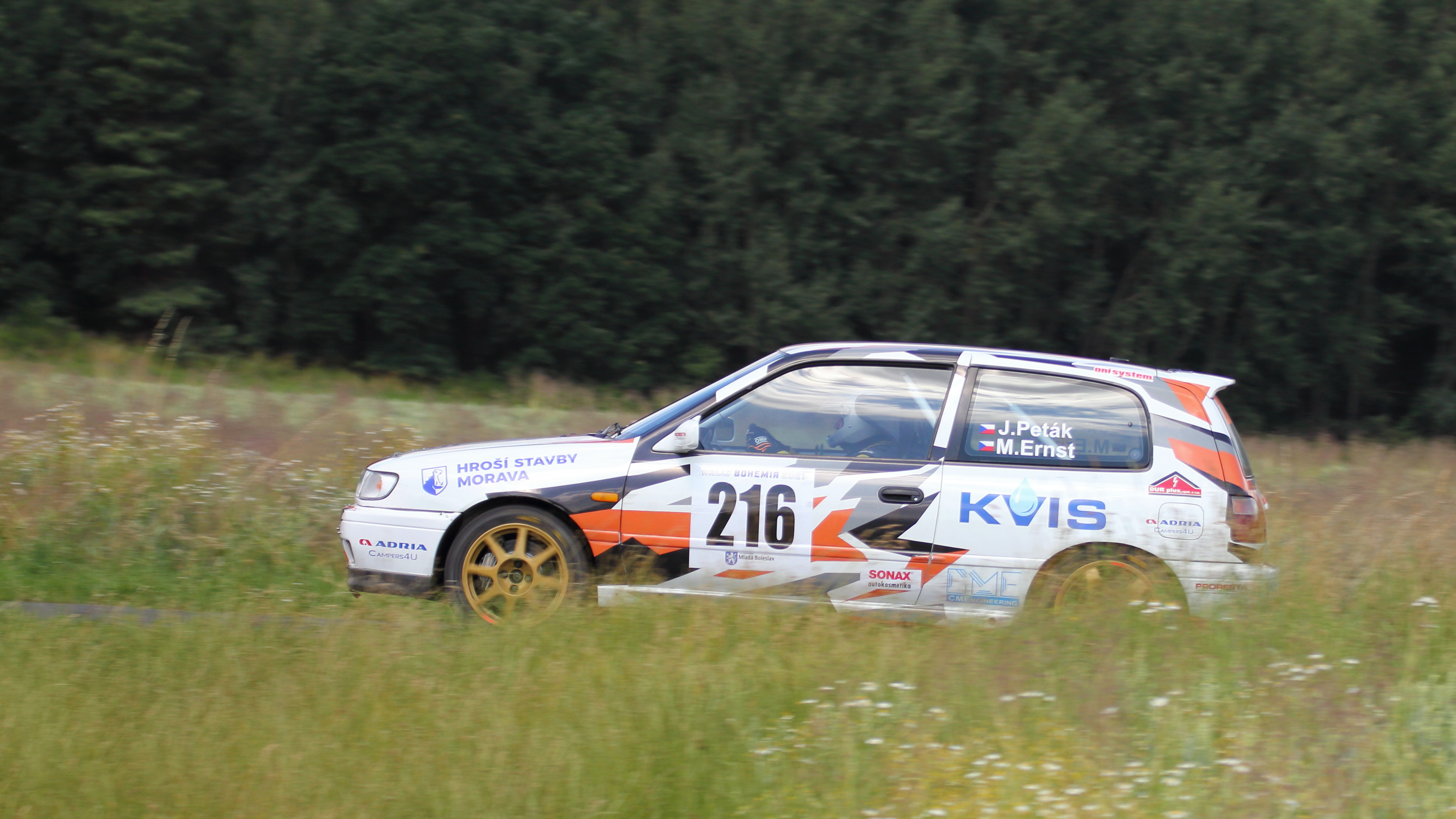
日産・サニーGTI

- 日産・サニーGTI（日本名：パルサーGTI）
- フォルクスワーゲン・ゴルフ
- シュコダ・フェイバリット136L（英語版）
- ルノー・R18 GTX
- フォード・エスコート RS2000
- ラーダ・サマーラ
- オペル・アストラ/ボクスホール・アストラ

### キットカー

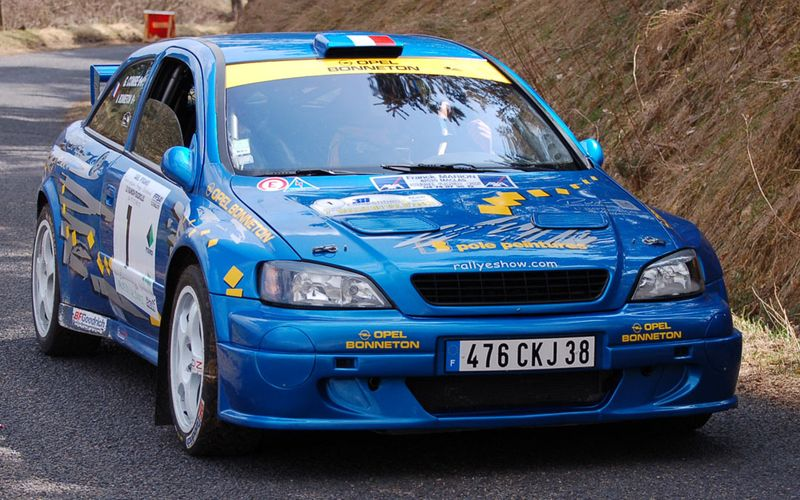
オペル・アストラ キットカー

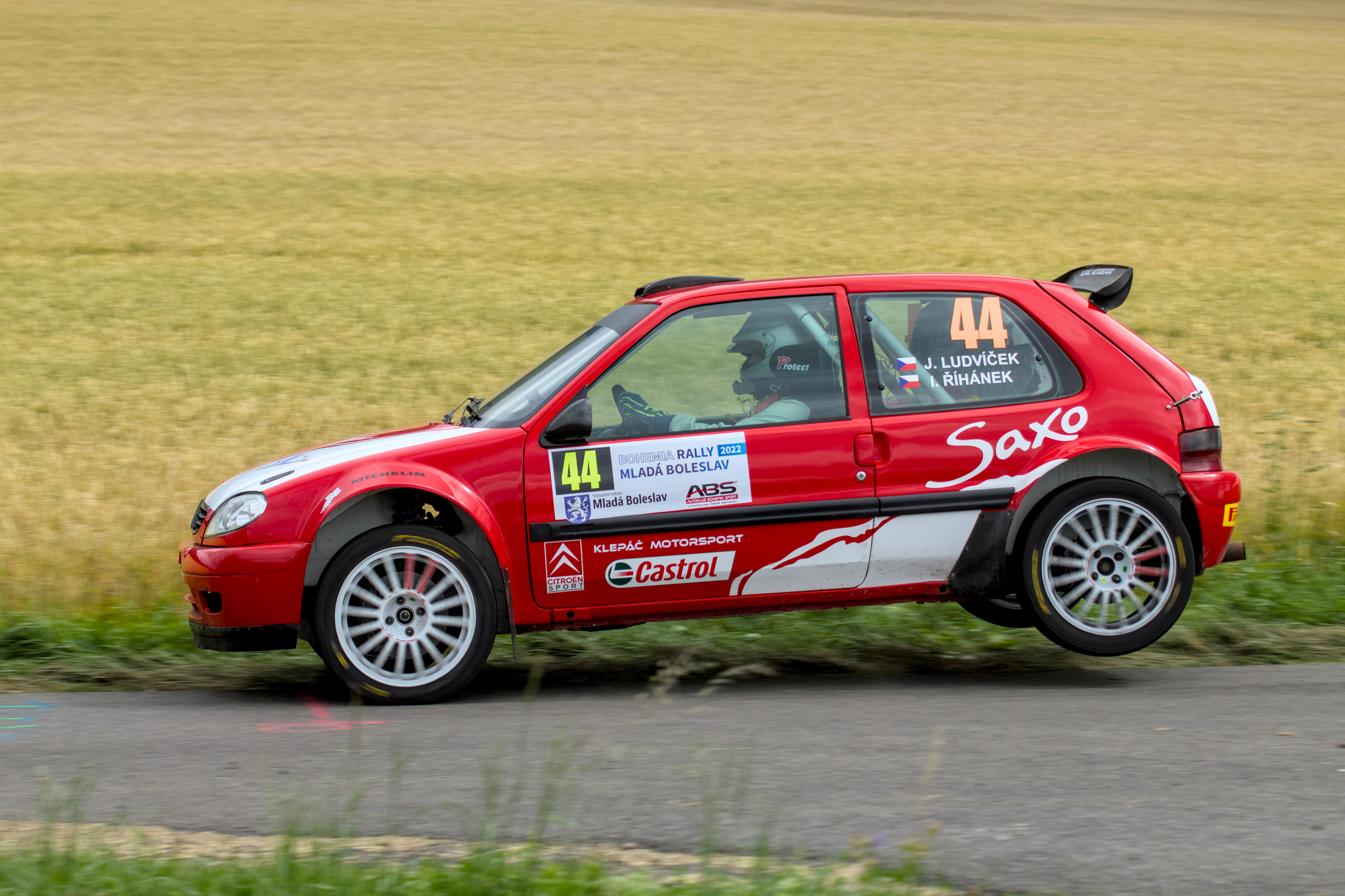
シトロエン・サクソ キットカー

- 日産・アルメーラGTI
- セアト・イビサ
- プジョー・306 Maxi
- シトロエン・ZX 16V
- シトロエン・サクソ
- シトロエン・クサラ
- ルノー・クリオ Maxi
- ルノー・メガーヌ Maxi
- シュコダ・フェリシア（英語版）
- シュコダ・オクタビア
- フォード・プーマ
- オペル・アストラ
- ヒュンダイ・クーペ
- スズキ・カルタスクレセントワゴン
- スズキ・バレーノ
- ヒュンダイ・クーペ

## 歴代王者
ここでは2.0Lカップ及びW2Lのタイトルマニュファクチャラーを記載する。
| 年     | チーム           | ポイント |
| ------ | ---------------- | -------- |
| 1993年 | GMヨーロッパ     | 74       |
| 1994年 | シュコダ・オート | 43       |
| 1995年 | プジョー         | 257      |
| 1996年 | セアト           | 274      |
| 1997年 | セアト           | 114      |
| 1998年 | セアト           | 87       |
| 1999年 | ルノー           | 102      |

マニュファクチャラーのための選手権なので、ドライバーズタイトルは存在しない。
最初は厳格なメイクス規定がなかったため、プライベーターが各地で稼いだポイントで年間上位を獲得する場合が多かった。特に1995年のプジョーはワークス参戦ではなかったが、GMが欧州外のイベントに参加しなかったこともあり、各地のプライベーターたちによりタイトルを獲得した。
1994年のシュコダは、わずか1.3L・115psながら軽量を武器とするフェイバリット136Lでアクロポリス、オーストラリアで総合優勝を果たし、タイトルを獲得した。
フランス車メーカーたちはその開発の凄まじさとは対照的に、ターマックイベントメインのフランスラリー選手権、またはWRCのターマックイベントにしかワークス参戦しなかったため、カップ自体はそれほど大きな盛り上がりは見せなかった。
最終年はルノーとヒョンデの争いとなり、ルノーが7pts差でタイトルを獲得した。